# Louis Piessat
Louis Piessat (né le 29 juin 1904 à Génelard et mort le 18 février 1999 à Lyon) est un architecte lyonnais du XXe siècle ayant surtout œuvré à Lyon. Entre 1945 et 1950, il occupe un poste de directeur délégué du ministère de la reconstruction et de l'urbanisme.

## Biographie
Louis Piessat commence ses études à Lyon et à Dijon. Il suit l'enseignement de l’école régionale d’architecture de Lyon et, le 3 octobre 1921, s'inscrit à l'atelier Tony Garnier, connaissance de son père. Il est alors le condisciple de Serge Renaud et Pierre Bourdeix. Il est nommé massier par intérim de décembre 1924 à mars 1925, puis massier en titre à partir d'octobre 1929. Sur les conseils de Garnier, il entre à l'école des beaux-arts de Paris, en novembre 1931, et y obtient son diplôme en 1933. Il ouvre une agence d'architecte à Montceau-les-Mines la même année.
Peu de temps après, il a une crise religieuse et décide de se retirer dans l'abbaye de Quarr sur l'île de Wight, où il reste une année. Il se rend ensuite à l'abbaye de Solemes, mais ne peut poursuivre son parcours monastique pour raison de santé.
Lors de la Seconde Guerre mondiale, il est fait prisonnier dès 1940, passe l'ensemble du conflit en Allemagne et ne rentre en France qu'en 1945. Il devient alors professeur à l'école régionale d'architecture de Lyon, où il reste jusqu'en 1968. 
En 1945, il est nommé au poste de directeur délégué du ministère de la reconstruction et de l'urbanisme ; il est responsable des départements du Rhône, de la Drôme et de l'Ardèche. Il quitte ses fonctions en 1950 et exerce alors une activité libérale. Il participe durant sa carrière à la construction de nombreux hôtels, immeubles, villas, ou résidences à Lyon ou aux alentours. Il participe également à la construction de l'abbaye Notre-Dame de Randol dans les années 1970.
En 1950, il est mobilisé pour faire partie du Comité lyonnais pour l’amélioration du logement, fondé par Jean Pila.
Il est proche du fabricant de meubles d'avant-garde Art déco André Sornay.
Il est membre de la Société académique d'architecture de Lyon.

## Lien avec Tony Garnier
Louis Piessat est un des derniers grands artistes avec Bourdeix qui a travaillé dans la lignée de Tony Garnier. Sans ce dernier, Louis Piessat ne serait pas devenu architecte. En effet, c'est à la suite d'une rencontre organisée par son père, qui avait livré les dalles de la halle réalisée par Garnier, qu'il abandonne l'idée de faire décorateur de meubles.
« Ça a été pour moi une découverte. Je me faisais l'idée d'un monsieur important, ventripotent, une rosette de la Légion d'honneur grosse comme un chou-fleur. Au lieu de ça, je l'ai vu arriver tout simple, frêle. J'ai été conquis tout de suite. »
Après la Seconde Guerre mondiale, il crée le comité Tony Garnier pour réunir des documents qui ont été remis au musée des Beaux-Arts de Lyon. Il édite en 1988 un livre-témoignage sur Tony Garnier, et œuvre pour que le talent de ce dernier soit reconnu.  

## Publications
- « Tony Garnier architecte 1869-1948 », Bulletin de la Société Académique d'Architecture de Lyon, no 3,‎ 1950
- Tony Garnier 1869-1948, Lyon, Presses Universitaires de Lyon, 1988, 196 p. (ISBN 2-7297-0338-1)[6].

## Œuvre
- Étude de temple égyptien, plume et encre brune sur trait de crayon, signé « Atelier T. Garnier, P. Bourdeix, L. Piessat », école d'architecture de Lyon, 19 juin 1947, vendu le 6 février 2013 à l'Hôtel Drouot de Paris.

## Média externe
- Interview de Louis Piessat sur la chaine de l'INA de Youtube